# 布羅德斯泰斯
布羅德斯泰斯（Broadstairs）是英格蘭肯特郡東部的一個城市，倫敦以東80英里（130）。2011年，布羅德斯泰爾有人口約25,000人。